# Озио-Сотто
Озио-Сотто (итал. Osio Sotto) — город в Италии, располагается в регионе Ломбардия, подчиняется административному центру Бергамо.
Население составляет 10 627 человек, плотность населения составляет 1518 чел./км². Занимает площадь 7 км². Почтовый индекс — 24046. Телефонный код — 035.
Покровителями коммуны почитаются святитель Зенон Веронский и святой Донат, празднование 9 августа.